# Bassus immaculatus
Bassus immaculatus är en stekelart som beskrevs av Charles Joseph Gahan 1919. Bassus immaculatus ingår i släktet Bassus och familjen bracksteklar. Inga underarter finns listade.